# Хостинг компания
Хостинг компаниите са организации, които предлагат уеб хостинг услуги. Те се занимават с предлагането на хостинг и домейн, SSL сертификати, нает сървър и др. Уеб хостинг плановете, които една компания предлага, могат да варират ценово в зависимост от екстрите, които могат да бъдат ползвани в онлайн проектите на клиента. Най-големите разходи за хостинг компаниите са свързани с физическото оборудване т.е. сървърите, на които се съхраняват всички данни. Те са изключително бързи и мощни машини, които хостват сайтове и приложения. По-скъпото оборудване влияе на бързината, с която се извършват процесите в машината, а това се отразява на бързината на уеб сайтовете.

## История на уеб хостинг компаниите
До 1991 г. Интернет е бил използван главно за научни и изследователски цели. Имейл, FTP и много малък брой уеб страници се появяват също по това време. С появяването на първите графични уеб браузъри за Mac и Windows през 1993 г. интереса към притежаването на уеб сайт се засилва. През 1995 година се появяват компании като GeoCities, Angelfire и Tripod, които започват да предлагат сървърно пространство и услугата поддръжка на уеб сървър.
Още в зората на уеб хостинга, ролята на сървър са играли така наречените работни станции (на английски: workstation). Работната станция е компютър, на който са поместени всички файлове на даден сайт и от него зависи работата на сайта. Този тип „сървъри“ са имали доста недостатъци, тъй като и най-малката грешка може да спре работата на компютъра и с това да падне и уеб сайта.
Поради големия брой недостатъци, които работните станции са имали, и с растящата стойност на уеб сайтовете, се е наложил преход към създаването на дата център. Разполагането на сървър в един дата център крие много предимства – място за по-голям брой машини, няколко източника на енергия, по-добра свързаност и охлаждане, както и факта, че тези центрове са с ограничен достъп само за определени лица. Друг огромен плюс е и поддръжката на инфраструктурата и непрестанните ъпдейти. Единственият минус на този преход бил голямата инвестиция, за изграждането на такъв тип център.
Следващата стъпка в развитието на хостинг индустрията е създаването на Cloud хостинга. Облачните технологии предлагат гъвкавост и скалируемост. Това ще рече, че даден уеб сайт използва толкова ресурси, колкото са му нужни в даден момент, и цената варира спрямо използването на тези ресурси. Cloud хостингът решава и проблема с нуждата от още и още физически сървъри и намиране на място за тяхното разполагане. Cloud сървърите са на много различни локации и това разрешава и проблемите с дистанцията между сървърите, uptime на сайтовете, когато дата центърът е наводнен или изпитва други технически проблеми.

## Услуги, предлагани от хостинг компаниите
Услугите, които хостинг компаниите предлагат, са основата, върху която се изгражда един сайт. Работата им се влияе от няколко параметъра:
- Големина на пространството в диска (големи количества информация, графики и трафик в сайта заемат и по-голямо пространство в сървъра).
- Съвместимост между операционните системи на доставчика и клиента.
- Надеждност и достъпност на ъптайма, т.е. непрекъснатата работа на сървърите.
- Сигурности, ежедневно архивиране и потребителско удостоверяване.

### Видове хостинг услуги
Споделен хостинг – При споделения хостинг стотици потребители споделят един сървърен ресурс, който има достъп до мрежата. Всички сайтове на различните потребители се съхраняват намножество твърди дискове и CPU-та, и се доставят отново от един и същи уеб сървър.
Нает сървър – При наетия сървър, потребителят има контрол върху цялата машина, като това му предоставя много предимства. Пълният и директен достъп до сървъра позволява инсталирането на всякакъв вид софтуер, извършването на промени по операционната система или програмния език, както и да се правят конфигурационни настройки и да се създават виртуални машини, например, в рамките на физическата такава.
VPS (виртуален сървър) – При този модел потребителят отново притежава нает сървър, но този път машината е виртуална, а не физическа. При него един физически сървър се разделя на няколко независими една от друга виртуални машини. Вече съществува и VPS изграден на облачна инфраструктура, което позволява от много сървъри да се изгражда една виртуална. VPS хостингът предоставя пълен достъп и контрол над средата, както и при наетите сървъри. Това е изключително полезно, когато се разработват custom приложения или при модела SaaS (Software as a service – софтуер като услуга).
Облачни услуги (Cloud хостинг) – Клауд означава, че голям брой компютри са групирани заедно и при стартиране на дадена апликация, тя използва комбинирания изчислителен ресурс. Клауд хостингът е вид виртуализация, при която ресурсите са скалируеми и могат да се променят в зависимост от потребностите. При този вид хостинг, виртуалната машина не е част от няколкото разположени на един сървър, а е част от стотици споделящи огромен обем от изчислителна мощ.
Регистриране на домейн име – собствено уникално име в Интернет пространството. Тази услуга ви позволява да дадете име на уебсайта си (example.com).
Колокация – Наемане на пространство в дата център, където потребител може да разположи свой сървър, за да не се налага да го държи в офиса си и да му бъдат осигурени допълнителни генератори, достъп до интернет и т.н. Услугата включва всичко, от което се нуждае сървърът, за да работи нормално – електричество, свързаност, охладителните системи и тн.
WordPress хостинг – споделена услуга или разположена на облачна инфраструктура, която има по-специализирани характеристики и се базира на популярния CMS – WordPress.
Качеството на услугите, които компаниите предлагат се влияят най-вече от непрекъснатата работа на сървърите, времето на зареждане, поддръжката на клиенти, локацията и разнообразието от хостинг планове. Важно е компанията да предлага различни опции в случай, че след време клиента иска да разрастне сайта си и трябва да смени услугата.
Някои допълнителни услуги, които хостинг компаниите предлагат, биха могли да бъдат SSL сертификати, собствени IP адреси, контролни панели за управление, бекъпи.